# Poecilocarda minuscula
Poecilocarda minuscula är en insektsart som beskrevs av Rauno E. Linnavuori 1961. Poecilocarda minuscula ingår i släktet Poecilocarda och familjen dvärgstritar. Inga underarter finns listade i Catalogue of Life.